# 243 av. J.-C.
Cette page concerne l'année 243 av. J.-C. du calendrier julien proleptique.

## Événements
- 27 juin (21 avril du calendrier romain) : début à Rome du consulat de Caius Sulpicius Galus et Caius Fundanius Fundulus[1].

- Juin : Aratos de Sicyone, à la tête de la Ligue achéenne, réussit à s'emparer de l'Acrocorinthe par un coup de main nocturne audacieux[2]. Épidaure Mégare et Trézène rejoignent la Ligue achéenne. 
  - Après la prise de Corinthe, Antigone II Gonatas s’allie à la Ligue étolienne contre les Achéens[2].
- Automne : Rome est ruinée par la guerre à l’instar de son adversaire Carthage. Le Sénat décide cependant la construction d’une flotte. Deux cents quinquérèmes sont construites sur le modèle d'un vaisseau pris à Hannibal le Rhodien, grâce aux contributions volontaires des citoyens[3].

- Le roi de Sparte Léonidas II est déposé. Cléombrote occupe le trône à sa place jusqu'en 240 av. J.-C.[4].
- À Sparte, le roi Agis IV tente d’instaurer un programme de redistribution des terres et d’annulation des dettes[5].
- Bérénice II d'Égypte consacre une mèche de ses cheveux à Aphrodite, pour protéger son époux Ptolémée III lors d’une expédition en Syrie. Les cheveux ayant disparu, l’astronome Conon de Samos affirme qu’ils avaient été changés en astre et donne à une constellation le nom de Chevelure de Bérénice[6].

## Naissances
- Séleucos III.

## Décès
- Nicomède Ier (ou 250 av. J.-C.).